# Diane Delano
Diane A. Delano (Los Angeles, 29 gennaio 1957 – Los Angeles, 13 dicembre 2024) è stata un'attrice statunitense, nota al pubblico televisivo per aver interpretato Bobbi Glass nella serie Popular (1999-2001), e per il ruolo ricorrente di Barbara Semanski nella serie Un medico tra gli orsi (1991-1995).

## Filmografia parziale

### Cinema
- Soluzione finale (Miracle Mile), regia di Steve De Jarnatt (1988)
- I sonnambuli (Sleepwalkers), regia di Mick Garris (1992)
- The River Wild - Il fiume della paura (The River Wild), regia di Curtis Hanson (1994)
- A Mighty Wind - Amici per la musica (A Mighty Wind), regia di Christopher Guest (2003)
- Jeepers Creepers 2 - Il canto del diavolo 2 (Jeepers Creepers), regia di Victor Salva (2003)
- Ladykillers (The Ladykillers), regia di Joel Coen (2004)
- Il prescelto (The Wicker Man), regia di Neil LaBute (2006)
- Me Time - Un weekend tutto per me (Me Time), regia di John Hamburg (2022)

### Televisione
- L.A. Law - Avvocati a Los Angeles (L.A. Law) - serie TV, 6 episodi (1987)
- Cop Rock - serie TV, 1 episodio (1990)
- Un medico tra gli orsi (Northern Exposure) - serie TV, 12 episodi (1991-1995)
- I misteri di Silvestro e Titti (The Sylvester & Tweety Mysteries) - serie TV, 1 episodio (1999) - voce
- Eddie, il cane parlante (100 Deeds for Eddie McDowd) - serie TV, 3 episodi (1999-2000)
- Popular - serie TV, 36 episodi (1999-2001)
- E.R. - Medici in prima linea (ER) - serie TV, 5 episodi (1997-2002)
- A Painted House - film TV (2003)
- Detective Monk (Monk) - serie TV, episodio 3x13 (2005)
- Zoey 101 - serie TV, 2 episodi (2005-2006)
- Desperate Housewives - serie TV, 1 episodio (2006)
- Due uomini e mezzo (Two and a Half Men) - serie TV, 1 episodio (2006)
- NCIS - Unità anticrimine (NCIS) - serie TV, episodio 4x16 (2007)
- Cold Case - Delitti irrisolti (Cold Case) - serie TV, episodio 5x10 (2007)
- La vita secondo Jim (According to Jim) - serie TV, 1 episodio (2008)
- I maghi di Waverly (Wizards of Waverly Place) - serie TV, 1 episodio (2011)
- The Middle - serie TV, episodio 3x12 (2012)
- 2 Broke Girls - serie TV, 1 episodio (2015)
- K.C. Agente Segreto (K.C. Undercover) - serie TV, 2 episodi (2015-2017)
- Good Girls - serie TV, episodio 2x10 (2019)

## Doppiatrici italiane
Nelle versioni in italiano delle opere in cui ha recitato, Diane Delano è stata doppiata da:
- Cinzia De Carolis in Popular
- Angiola Baggi in E.R. - Medici in prima linea (st. 9)
- Lorenza Biella in Jeepers Creepers 2 - Il canto del diavolo 2
- Stefania Romagnoli in Ladykillers
- Valentina Ghiglia ne Il prescelto
- Graziella Polesinanti in Desperate Housewives
- Anna Rita Pasanisi in Cold Case - Delitti irrisolti
- Aurora Cancian in K.C. Agente Segreto